# Ceratocampinae
Sous-famille
Les Ceratocampinae sont une sous-famille de lépidoptères (papillons) de la famille des Saturniidae.

## Liste des genres (15)
- Adeloneivaia Travassos, 1940.
- Adelowalkeria Travassos, 1941.
- Anisota Hübner, 1820.
- Bathyphlebia Felder, 1874.
- Citheronia Hübner, 1819.
- Citheronula Michener, 1949.
- Citioica Travassos & Noronha, 1965.
- Dryocampa Harris, 1833.
- Eacles Hübner, 1819.
- Othorene Boisduval, 1872.
- Procitheronia Michener, 1949.
- Ptiloscola Michener, 1949.
- Rachesa Michener, 1949.
- Schausiella Bouvier, 1930.
- Syssphinx Hübner, 1819.